# Synnöve Solbakken-suite
De Synnöve Solbakken-suite is een compositie van Hugo Alfvén. 
Alfvén schreef in de zomer en herfst van 1934 muziek bij de film Synnöve Solbakken van Tancred Ibsen. Hij diende een partituur in van 125 bladzijden stukjes muziek bij de film. De film werd voor het eerst getoond in Stockholm op 22 oktober 1934. Het was een Zweeds/Noorse coproductie, de eerste vertoning in Noorwegen was in Oslo op 3 december 1934 (in de Noorse film is de hoofdrolspeelster Noors, de Zweedse versie Zweeds).
Later maakte Alfvén een zesdelige suite van de totale filmmuziek:
- Sondagsmorgon i skogen (zondagochtend in het bos)
- Ung karlek – Synnöve pa sattern (Jonge liefde - Synnöve in de bergen)
- Hjärte sorg – Pastoral (verdriet en pastorale)
- Torbjörn og Synnöve (Torbjörn en Synnöve)
- Längtan (verlangen)
- I Solbakken (in Solbakken)

De suite is voor klein orkest:
- 2 dwarsfluiten, 2 hobo’s, 2 klarinetten, 2 fagotten
- 2 hoorns,
- 1 harp
- violen, altviolen, celli, contrabassen

## Discografie
- Uitgave Sterling: Symfoniekorkest van Norrköping o.l.v. Hans Damgaard (vier delen: I, III,V en VI)
- Uitgave Naxos: idem o.l.v. Niklas Willén